# Estragó
L'estragó o dragonet (Artemisia dracunculus), és una espècie de planta amb flors del gènere Artemisia dins la família de les asteràcies que és utilitzada com a condiment culinari.
Addicionalment pot rebre els noms de badiana, dragonera, herba dragonera i herba vinagrera. També s'ha recollit la variant lingüística estragon.

## Morfologia

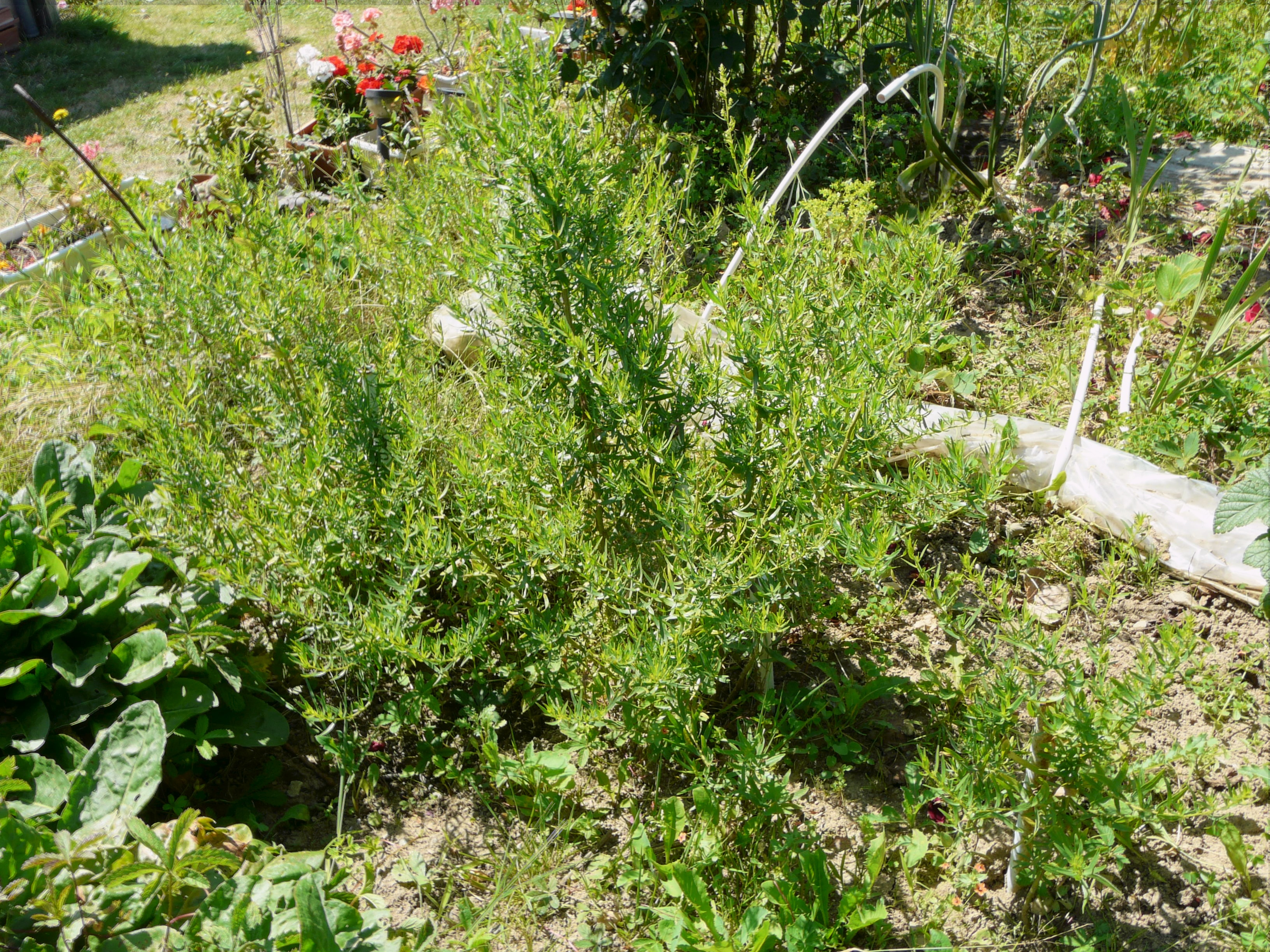
Artemisia dracunculus

Dicotiledònia herbàcia de tipus perenne. La seva alçada mai no supera el metre però tampoc és menor de 50 centímetres. L'arrel en forma de rizoma serà la seva forma vegetativa durant la reproducció. Té tiges verdes fines i llargues, molt ramificades. Les fulles són de color verd fosc, llargues primes i acabades en punxa. Es troben disposades de forma alterna i amb pecíol curt. El seu limbe és de color verd brillant, sencer i lanceolat. Les fulles tenen dimensions diferents segons la zona de la planta; així doncs, fulles petites a les puntes de les tiges, mentre que les fulles del peu són llargues i poden arribar a fer 7,5 cm. A les fulles conté elements epidèrmics com pèls secretors. Aquests són responsables de l'emissió d'una aroma forta i resistent i de gust agre.
Sexualitat de la planta: podem observar un flòscul perifèric femení i un d'intermedi hermafrodita. La inflorescència és de capítols globulosos i petits. La corol·la conté cinc pètals soldats que donen a la flor una forma tubular.
El fruit d'aquesta planta és un aqueni de color marró fosc. La seva forma vital de Raunkjaer és sense la seva part aèria.

## Taxonomia
Aquest tàxon va ser publicat per primer cop l'any 1753 a l'obra Species Plantarum de Carl von Linné.

### Subespècies
Dins d'aquesta espècie es reconeixen les següents subespècies:
- Artemisia dracunculus var. changaica (Krasch.) Y.R.Ling
- Artemisia dracunculus var. dracunculus
- Artemisia dracunculus var. pamirica (C.Winkl.) Y.R.Ling & Humphries
- Artemisia dracunculus var. qinghaiensis Y.R.Ling
- Artemisia dracunculus var. turkestanica Krasch.

### Sinònims
Els següents noms científics són sinònims d'Artemisia dracunculus:
- Artemisia dracunculus subsp. typica H.M.Hall & Clem.
- Draconia dracunculus (L.) Soják
- Oligosporus dracunculus (L.) Poljakov

## Ecologia
Aquest arbust no es troba a la península a menys que no sigui en cultiu per a indústria. Tot i això, és una planta distribuïda per diferents zones del planeta. Es troba al sud d'Anglaterra, França, Rússia, en algunes zones dels Estats Units, Mèxic i, fins i tot, en algunes zones del Canadà.

## Farmacologia
És coneguda aquesta herba com a espècia culinària; dona aroma i gust suau a diferents plats, molt utilitzada en la gastronomia mexicana i mediterrània. És també un dels ingredients imprescindibles de la salsa bearnesa. Però no només té aquest efecte aromatitzant, sinó que s'han descobert diferents principis actius que aporten a l'estragó diverses qualitats per al seu ús en farmacologia.

Estragol

Com a droga se n'utilitzen les fulles, de les quals s'obtenen diversos olis essencials: estragol (0.5-1%), metilcavicol (68-80%),  cis i trans ocimè (6-12%) i limonè (2-6%).
Té propietats eupèptiques, carminatives i emmenagogues. Usos en digestions pesades, regulació dels períodes menstruals, en meteorisme, singlot, anorèxia i inapetència alimentària.
L'arrel també ha estat utilitzada de forma tòpica per tractar mossegades de gos i de serp. I les fulles fresques tenen ús en dolors artrítics i prevenció d'accidents vasculars.
Es troba en forma de diferents preparats per a l'administració com a cataplasmes, banys per a peus i mans en dolors artrítics, envoltat de gases per a dolor de queixals i infusions.

## Toxicitat
Un excés o sobredosificació té activitat neurotòxica. Aquesta neurotoxicitat comporta paràlisi reversible dels músculs.
Cal evitar l'estragol en embarassades, ja que té efectes carcinogèns en el fetus. També s'ha d'evitar durant la lactància perquè pot anar a la llet materna i causar també efectes carcinògens en el nounat.

## Conreu de l'estragó
És una planta que suporta bé el sol. El sòl cal que no sigui gaire humit i més aviat arenós. També es pot cultivar a casa en test i es pot usar com a planta ornamental en jardins.
Té una moderada resistència al fred, i el reg s'ha de fer cada 2-3 dies a l'estiu, tot procurant que no quedi anegada. Cal un adob mineral a la primavera. Les seves arrels no són resistents així que cal atenció especial. Per a aconseguir una planta robusta i amb moltes ramificacions cal una poda a la tardor des de la base deixant gairebé només el peu.
Cada dos anys i durant el període de primavera serà necessari treure-la d'arrel, dividir-la i tornar-la a plantar per esqueixos.
La multiplicació es fa per esqueix de l'estoló tallant una part de l'arrel. A l'estiu apareixeran les seves flors verdoses.